# Hoyos del Espino
Hoyos del Espino – gmina w Hiszpanii, w prowincji Ávila, w Kastylii i León, o powierzchni 52,92 km². W 2011 roku gmina liczyła 443 mieszkańców.